# Schefflera minutistellata
Schefflera minutistellata là một loài thực vật có hoa trong Họ Cuồng cuồng. Loài này được Merr. ex H.L.Li miêu tả khoa học đầu tiên năm 1942.